# Giovanni Poleni
Giovanni Poleni (ur. 23 sierpnia 1683 w Wenecji, zm. 15 listopada 1761 w Padwie) – włoski arystokrata (markiz) i uczony: matematyk, fizyk, astronom oraz wynalazca.

## Życiorys
Studiował początkowo filozofię i teologię, potem zajął się prawem, pod wpływem ojca odnalazł się w matematyce. Od 1709 kierował wydziałem astronomii Uniwersytetu Padewskiego, od 1715 również był profesorem fizyki. Rozwiązał pewne praktyczne problemy z hydrauliki. Od 1719 kierował wydziałem matematyki Uniwersytetu Padewskiego (objął to stanowisko po Mikołaju Bernoullim II).
Opublikował szereg prac z hydrauliki, astronomii, fizyki i archeologii. Prowadził obserwacje meteorologiczne. W 1709 skonstruował oryginalną (choć dość skomplikowaną) maszynę liczącą (arytmometr) opartą na kołach ze zmienną (zależną od przesunięcia suwaka) liczbą zębów.